# Shane Schneck
Shane Edward Schneck, född 12 december 1970 i Chicago i USA, är en amerikansk-svensk formgivare och arkitekt.
Shane Schneck utbildade sig till arkitekt på  Miami University i Oxford i Ohio i USA. Han arbetade i Milano som industridesigner för Piero Lissoni från 1996. Han har sedan 2006 sin ateljé i Stockholm.
Shane Schneck har formgett bland annat den stapelbara stolen Ru i trä och formpressad plywood för danska möbelföretaget Hay, som vann det svenska Guldstolen-priset 2011.
Shane Schneck är gift med Clara von Zweigbergk och fick Bruno Mathsson-priset 2016 tillsammans med henne.